# Drake Callender
Drake Callender, né le 7 octobre 1997 à Sacramento en Californie, est un joueur américain de soccer. Il joue au poste de gardien de but à l'Inter Miami.

## Biographie
Drake Callender est né à Sacramento et a grandi à Fair Oaks. Il commence le soccer au Cap FC United — un club basé dans sa ville d'origine — avant de rejoindre le Placer United. En 2013, il rejoint l'académie des Earthquakes de San José. Il passe deux ans à faire trois à quatre allers-retours par semaine entre Fair Oaks et San José. Il a également pratiqué l'athlétisme et le soccer à l’école secondaire Bella Vista. Puis, il emménage chez des amis de la famille à San José pour sa dernière année et fréquente l'académie Cambrian.

### Parcours universitaire
Le 3 février 2016, il s'engage auprès des Golden Bears de l'université de Californie à Berkeley. Il peut jouer au soccer à l’université, soit faire de l'athlétisme, mais il choisit le soccer. Le 26 août, il fait ses débuts collégiaux en tant que titulaire, lors d'un match nul (2-2) face aux Gaels de Saint Mary, où il réalise trois arrêts. Il dispute six rencontres lors de sa première saison universitaire.
La saison suivante, il est promu gardien titulaire de l'équipe, à la suite du départ de Jonathan Klinsmann (en),. Il enregistre son premier blanchissage de sa carrière collégiale, le 1er septembre 2017, en arrêtant six tirs, lors d'une victoire 1-0 contre les Huskies de Northeastern. Après avoir fait neuf arrêts pour donner la victoire 2-1 aux Golden Bears contre les Pilots de Portland le 9 septembre, la conférence Pac-12 a nommé Callender joueur de la semaine,. Les Golden Bears participent aux séries éliminatoires du championnat de la NCAA — pour la première fois depuis 2014 — mais perdent dès le premier tour face aux Dons de San Francisco. Il est également nommé sur la première équipe d'étoile de la conférence Pac-12, le 14 novembre.
Lors de sa troisième année à UC Berkeley, il est nommé dans l'équipe de présaison de la conférence Pac-12. Son nom figure sur une liste de trente-et-deux joueurs sélectionnés pour le trophée Hermann. Il est nommé sur la deuxieme équipe d'étoile de la conférence Pac-12 en fin de saison.
Lors de sa dernière année universitaire, il est nommé finaliste du Senior CLASS Award, — mais c'est Elliot Panicco qui remporte la récompense. Il est également nommé sur la deuxième équipe d'étoile de la conférence Pac-12. Les Golden Bears participent à nouveau aux séries éliminatoires du championnat de la NCAA,, mais perdent dès le premier tour face aux Gauchos de l'UC Santa Barbara. Il dispute 54 rencontres — dont 16 blanchissages — avec les Golden Bears de la Californie. Il est également classé meilleur espoir senior (en) par Everybody Soccer.

### Parcours en club
Drake Callender est acquis par l'Inter Miami en provenance des Earthquakes de San José, en échange du premier choix du deuxième tour du repêchage universitaire de la Major League Soccer le 12 novembre 2019,. Il signe avec l'Inter Miami son premier contrat professionnel le 23 décembre,. Néanmoins, il reste cantonné à un rôle en remplaçant, lors de sa première saison. 
Puis, il passe la majorité de la saison 2021 avec l'équipe réserve en USL League One, où il dispute 17 rencontres. Le 7 mai, il fait ses débuts en USL League One en tant que titulaire, contre l'Union Omaha (en). Après avoir fait sept arrêts lors du match nul et vierge face aux Red Wolves de Chattanooga (en) le 4 septembre, la USL League One a nommé Callender dans l'équipe-type de la semaine 22.
Il est troisième gardien au début de la saison 2022, mais les blessures de Nick Marsman (en) et Clément Diop le propulsent titulaire — pour la première fois en Major League Soccer — le 19 mars contre le FC Cincinnati,,. Il s'impose finalement comme titulaire à partir du match contre Charlotte FC le 7 mai,, — c'est également son deuxième match en MLS. Il enregistre son premier blanchissage en Major League Soccer, le 18 mai, lors d'un match nul et vierge contre l'Union de Philadelphie. Il est également nommé homme du match. Quatre jours plus tard, il est de nouveau nommé homme du match face aux Red Bulls de New York et est également nommé dans l'équipe-type de la semaine 13. En raison de ses bonnes performances contre les Earthquakes de San José et le CF Montréal, il est nommé dans l'équipe-type de la semaine 24 le 8 août. Puis, il termine troisieme des votes pour le titre de meilleur gardien de l'année,.
Le 14 février 2023, il prolonge son contrat jusqu'en 2025 avec son club et l’entente est également assortie d’une option pour 2026,. Pour la première rencontre de la saison 2023, il réalise un excellent match — arrêtant six tirs — face au CF Montréal et est également nommé dans l'équipe-type de la semaine 1. Le 19 août, il gagne la Leagues Cup face à Nashville SC. Il inscrit le tir victorieux lors de la séance de tirs au but et arrête également deux tirs. Il est également nommé homme du match. Il remporte ainsi le premier titre de sa carrière alors que son club marque l'histoire dans la compétition en étant sacré pour la première fois. Il est élu meilleur gardien du tournoi,,. Puis, quatre jours plus tard, il fait un arrêt lors des tirs au but et Benjamin Cremaschi inscrit le tir victorieux face au FC Cincinnati, en demi-finale de l'U.S. Open Cup,. Il atteint la finale de la coupe nationale,. Il dispute la finale de l'U.S. Open Cup, qu'il perd contre le Dynamo de Houston,.
Le 1er février 2024, il dispute un match amical contre Al-Nassr, match lors duquel il encaisse six buts, notamment un coup franc direct d'Aymeric Laporte de soixante mètres.

### Parcours en sélection
Drake Callender est convoqué avec l'équipe des États-Unis des moins de 23 ans  pour participer à plusieurs camps d'entraînement — en septembre 2019, puis en mars 2021,.
Le 12 avril 2023, il est convoqué pour la première fois en équipe des États-Unis par le sélectionneur — par intérim — Anthony Hudson pour participer à un match amical, contre le Mexique,, mais n'entre pas en jeu. Puis, le 6 juin, il est sélectionné par B. J. Callaghan (en) pour participer à la phase finale de la Ligue des nations,. Il assiste sur le banc à la victoire des siens contre le Canada en finale. Le 30 août, il est de nouveau convoqué en sélection par Gregg Berhalter pour participer à deux matchs amicaux, contre l'Ouzbékistan et l'Oman — au coté notamment de son coéquipier Benjamin Cremaschi,. Il ne prend pas part à la première rencontre face à l'Ouzbékistan, et n'entre pas en jeu lors du second match.

## Statistiques

### Statistiques en club
| Saison                | Club                  | Championnat           | Championnat | Championnat | Coupe(s) nationale(s) | Coupe(s) nationale(s) | Compétition(s) continentale(s) | Compétition(s) continentale(s) | Compétition(s) continentale(s) | Séries | Séries | Total | Total |
| Saison                | Club                  | Division              | M.          | B.          | M.                    | B.                    | Comp.                          | M.                             | B.                             | M.     | B.     | M.    | B.    |
| 2020                  | Inter Miami           | MLS                   | 0           | 0           | -                     | -                     | -                              | -                              | -                              | 0      | 0      | 0     | 0     |
| 2021                  | Inter Miami           | MLS                   | 0           | 0           | -                     | -                     | -                              | -                              | -                              | -      | -      | 0     | 0     |
| 2022                  | Inter Miami           | MLS                   | 24          | 0           | 3                     | 0                     | -                              | -                              | -                              | 1      | 0      | 28    | 0     |
| 2023                  | Inter Miami           | MLS                   | 33          | 0           | 5                     | 0                     | LC                             | 7                              | 0                              | -      | -      | 45    | 0     |
| 2024                  | Inter Miami           | MLS                   | 32          | 0           | -                     | -                     | CCC+LC                         | 4+3                            | 0                              | 2      | 0      | 41    | 0     |
| Sous-total            | Sous-total            | Sous-total            | 89          | 0           | 8                     | 0                     | -                              | 14                             | 0                              | 3      | 0      | 114   | 0     |
| 2021                  | Fort Lauderdale CF    | USL1                  | 17          | 0           | -                     | -                     | -                              | -                              | -                              | -      | -      | 17    | 0     |
| Total sur la carrière | Total sur la carrière | Total sur la carrière | 106         | 0           | 8                     | 0                     | -                              | 14                             | 0                              | 3      | 0      | 131   | 0     |

## Palmarès
Sous les couleurs de l'Inter Miami, il remporte la Leagues Cup — c'est également son premier titre. À titre individuel, il est élu meilleur gardien de la compétition. Puis, il s'incline en finale de l'U.S. Open Cup face au Dynamo de Houston — en 2023.